# Otto Karl Berg
Otto Karl Berg (18 de agosto de 1815, Stettin - † 20 de noviembre de 1866, Berlín) fue un botánico y farmacéutico alemán. La abreviatura oficial de su nombre, en botánica, es O.Berg

## Biografía
Fue hijo de Johann Friedrich Berg y de Wilhelmine Friederike. Estudió en Berlín y se casó en 1848, con Caroline Albertine Florentine Witthaus, con la que tuvo seis hijos.
Ingresó en la facultad de Botánica y Farmacología de la Universidad de Berlín en 1849. En 1862 fue nombrado profesor asociado. Contribuyó a hacer de la farmacología una disciplina independiente. Se especializó asimismo en la flora sudamericana.

## Obra
- Handbuch der Pharmazeutischen Botanik. 1845
- Charakteristik der für die Arzneikunde und Technik wichtigsten Pflanzengenera in Illustrationen nebst erläuterndem Text. 1848
- Con Carl Friedrich Schmidt (1811-1890), Darstellung und Beschreibung sämtlicher in den Pharmacopoea Borussica aufgeführten offizinellen Gewächse. 1853
- Revision Myrtacearum Americae hucusque cognitarum. 1855
- Flora Brasiliensis Myrtographia.... 1855
- Pharmazeutische Warenkunde. Gaertner, Berlín, 1863
  - Tomo 1. Pharmakognosie des Pflanzenreichs. 3., völlig umgearb. und verm. Aufl. 1863
  - Tomo 2. Pharmakognosie des Thierreichs. 1858
- Anatomischer Atlas zur pharmazeutischen Warenkunde. 1865
- Die Chinarinden der pharmakognostischen Sammlung. 1865
- Atlas der officinellen Pflanzen : Darstellung und Beschreibung der im Arzneibuche für das Deutsche reich erwähnten Gewächse Felix, Leipzig 1893
  - Capítulo 4. Die Monocotyledoneen, Gymnospermen und Kryptogamen. 1902
- La abreviatura «O.Berg» se emplea para indicar a Otto Karl Berg como autoridad en la descripción y clasificación científica de los vegetales.[1]